# Нідерландська кіноакадемія
52°22′06″ пн. ш. 4°54′17″ сх. д. / 52.368333333333° пн. ш. 4.9047222222222° сх. д.
Нідерландська кіноакадемія (нід. Nederlandse Filmacademie, NFA) — вищий навчальний заклад у Нідерландах. Базується в Амстердамі, заснований в 1958 році.
Академія є єдиним визнаним інститутом у Нідерландах, який пропонує навчання для підготовки до роботи в різних дисциплінах кіномистецтва. Заклад надає кваліфікацію у художній режисурі, режисурі документалістики, сценаристиці, монтажі, продюсуванні, звуковому дизайні, операторському мистецтві, дизайні виробництва та інтерактивних мультимедійних/візуальних ефектах .
Нідерландська кіноакадемія є підрозділом Амстердамського університету мистецтв .

## Випускники
- Ян де Бонт, оператор фільму «Міцний горішок» і режисер фільмів «Смерч» та «Швидкість».
- Стефан Бреннінкмаєр, режисер і продюсер
- Пітер Ян Брюгге, продюсер фільмів Сутичка та Виклик
- Данніель Данніель, директор і редактор Ei 1987.
- Мік ван Дієм, режисер Характера
- Гід Джаспарс, телевізійний і радіорежисер[2]
- Мартін Кулговен, режисер
- Нанук Леопольд, режисер
- Дік Маас, режисер
- Пім де ла Парра, режисер
- Дідерік ван Руєн, режисер
- Тео ван де Санде, оператор у фільмах «Блейд» та «Однокласники».
- Карел Стрюкен, актор у фільмах «Сімейка Адамсів» і «Твін Пікс».
- Пол Верховен, режисер фільмів Згадати все та Основний інстинкт
- Леон де Вінтер, письменник і кінопродюсер